# ヴィヴィアン・ウエストウッド
ヴィヴィアン・ウエストウッド（Dame Vivienne Isabel Westwood DBE RDI、1941年4月8日 - 2022年12月29日）は、イギリスのファッションデザイナー・実業家で、モダン・パンク、ニューウェーブ・ファッションを主流にした張本人とされる。
ウエストウッドは、マルコム・マクラーレンとともにキングズ・ロードで経営していたブティックで服を作り、世間に知られるようになり、そのブティックは「SEX」として知られるようになった。服飾と音楽を融合させた彼らの才能は、マクラーレンのバンド、セックス・ピストルズを中心とする1970年代の英国パンク・シーンを形成した。彼女はパンクを「システムにスポークを打ち込むことができるかどうかを見る」方法としてとらえていた。
ウエストウッドはロンドンに4つのショップをオープンし、やがてイギリス国内だけでなく世界中に店舗を広げ、ますます多様な商品を販売した。その中には、核軍縮キャンペーン、気候変動、公民権団体など、彼女の多くの政治的活動を推進するものもあった。

## 経歴

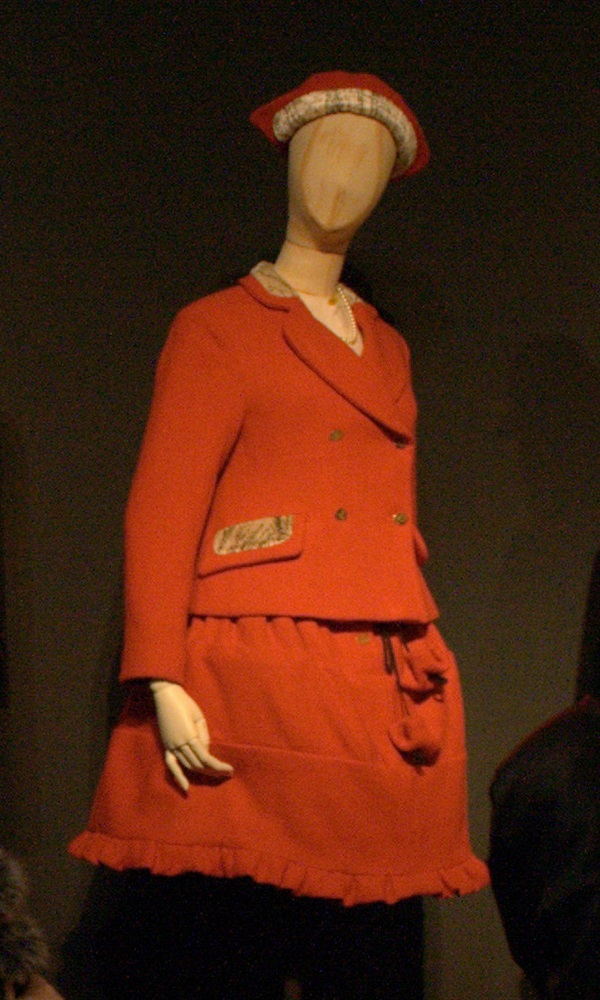
Mini Crini(1985年 - 1987年)

イングランド中部チェシャーで、ヴィヴィアン・イザベル・スウェア (Vivienne Isabel Swire) として生まれる。若い頃は美術教師を志す。 Harrow School of Art - ウエストミンスター大学卒業。最初の夫はデレク・ウエストウッドで、長男ベンジャミンをもうけるが、3年後の1965年に破局。1967年には無政府主義政治団体（シチュアシオニスト・インターナショナル）に属して活動していたアナーキストのマルコム・マクラーレンと出会う。彼との間に次男ジョセフが生まれている。

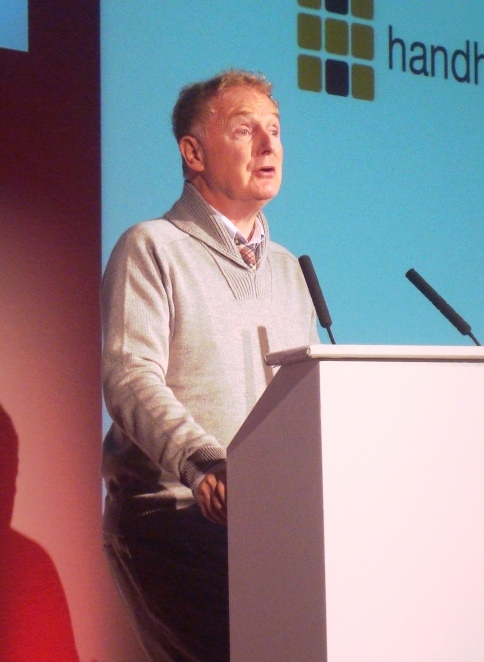
マルコム

1971年にマルコムと共に、ブティック「レット・イット・ロック」をキングズ・ロード430番地にオープン。1974年、店名を「SEX」に変える。1975年にマルコムと共にパンク・ロックバンド、セックス・ピストルズをプロデュース。バンドのメンバーは「SEX」の従業員や常連客であった。なお、のちにマルコムはセックス・ピストルズのマネージャーとなる。SMの要素を採り入れたパンクのスタイルを流行させ、「パンクの女王」と呼ばれることになる。
1976年、店名を「セディショナリーズ」に変更。1979年にブティックを「ワールズ・エンド (World's End) 」に変更する。この店舗は21世紀に入ってからもキングズ・ロード430番地に存在している。1981年にヴィヴィアン初のキャットウォークコレクション。同年のテーマはサヴェッジとパイレーツ。1982年にはホーボーとバッファロー。当時の彼女のコレクションテーマは「金と財宝、冒険と探検」であった。
その後デザインの傾向を19世紀以前のヨーロッパの衣装からインスパイアされた、エレガントな路線に変えている。1993年、レディース部門を分割。ファーストラインはヴィヴィアン・ウエストウッド ゴールドレーベル、プレタポルテおよびライセンスはヴィヴィアン・ウエストウッド レッドレーベルとなった。1998年には、過去のコレクションを復刻したカジュアルラインであるアングロマニアを発表した。
2006年には、ファッションデザイナーとしての貢献によってデイム (DAME)の称号を授与されている。
資産家になってからも政治信条を変更せず、2015年には、水圧破砕法によるシェールガス採掘に反対するためデーヴィッド・キャメロン首相に対し戦車による抗議デモを行った。また同年に「緑の党」を支持すると表明した。
2022年12月29日死去。
2023年、ヴィヴィアンの死後初のコレクションは、人生の後半のパートナーであるアンドレアス・クロンターラーが導いた。ランウェイでは、孫娘のコーラ・コーレがモデルとして登場した。

## 政治との関わり
1989年4月、ウエストウッドはマーガレット・サッチャー首相に扮して『タトラー』誌の表紙を飾った。ウエストウッドが着ていたスーツはサッチャー用に注文されたものだったが、まだ届けられていなかった。この表紙には「この女性はかつてパンクだった」というキャプションが添えられ、ガーディアン紙が選ぶ英国の雑誌の表紙ベストに選ばれた。
2005年9月、ウエストウッドはイギリスの公民権団体リバティと協力し、I AM NOT A TERRORIST, please don't arrest me（私はテロリストではありません、どうか逮捕しないでください）というスローガンを掲げた限定デザインのTシャツとベビーウェアを発売した。彼女は、このキャンペーンを支持し、人身保護令状を擁護していると語った。「私が小学生の頃、歴史のスコット先生が、市民問題の授業を始めた。まず最初に、人身保護に象徴される基本的な法の支配について説明された。彼は文明と民主主義を誇りにして語った。フランス王政のレトル・ド・カシェによる恣意的な逮捕を憎んで、バスティーユの襲撃を引き起こしたのです。私たちは、自由を主張してこそ、民主主義を当然視することができるのです。」と語った。50ポンドのTシャツを販売することで、同団体の資金を調達した。
ウエストウッドは2007年にテレビで、市民的自由と人権の問題をめぐって、長年支持してきた労働党から保守党に移籍したと述べた。2015年初頭から、彼女は緑の党の支持者となっている。
2008年のイースターサンデーには、バークシャー州オルダーマストンの核兵器機関において、この10年間で最大の核軍縮キャンペーンのデモに自ら参加し、キャンペーンを行った。

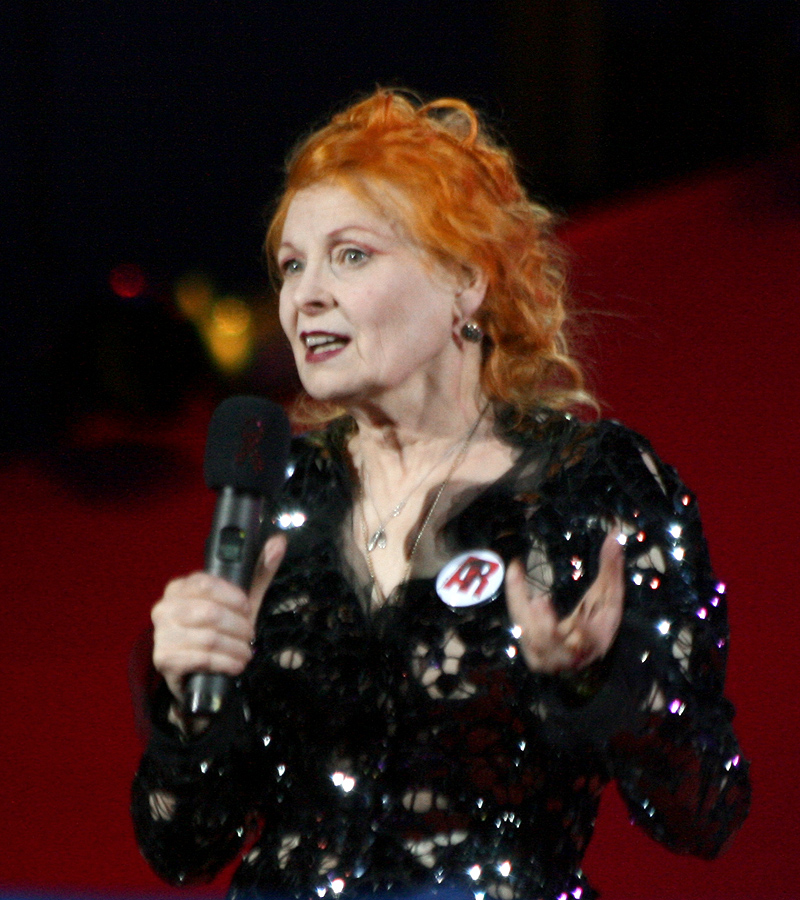
2011年、ウィーンで開催されたライフボールでのウエストウッド

2013年6月、ウエストウッドはコレクションの一つをチェルシー・マニングに捧げ、ファッションショーでは彼女とモデル全員が写真の下に「Truth」の文字が書かれていたマニングの大きなイメージバッジをつけた。翌年には、気候変動の危険性を訴えるために髪を切った。また、世界水の日とベジタリアニズムを推進するPETAの広告キャンペーンに出演し、食肉産業の水消費に注意を喚起した。
2014年、ウエストウッドはクリーンエネルギー「トリリオンファンド」のアンバサダーに就任した。
2017年6月、ウエストウッドは2017年の総選挙で労働党のジェレミー・コービン党首を支持した。彼女は、"労働党のマニフェストには、富の公正な分配について書かれているので、わくわくしている "と述べた。彼女はさらに、"ジェレミーは明らかにグリーン化を望んでおり、富の公平な分配を作ることがスタート地点で、そこから私たちの未来を確保するグリーン経済を構築することができる。"と述べている。2019年11月、ウエストウッドは他の公人とともに、コービンを「民主主義世界の多くで台頭する極右ナショナリズム、外国人排斥、人種差別との闘いにおける希望の光」と評する支持書に署名し、2019年のイギリス総選挙において彼を支持した。

### 緑の党の支持と英国選挙キャンペーンツアーからの除外
2015年1月、ウエストウッドは"緑の党に投資するのは、それが我が国と経済のためになると信じているからです"として緑の党の支持を表明した。
同党の選挙キャンペーン資金として30万ポンドを寄付したことが報じられた。
2015年2月、ウエストウッドは、リバプール、ノリッジ、ブライトン、シェフィールドといった都市で行われた緑の党のイングランドの大学でのキャンペーン・ツアー「We Are The Revolution」の特別ゲストとして発表された。
ツアーの前夜、ウエストウッドは、彼女の企業による英国の租税回避がオフショア・ヘイブンの利用に関する党の方針に反するという理由で、緑の党の青年団から出演を排除された。彼女は後に、これを緑の党の「無駄な機会」だと非難した。「私は彼らにとって純粋ではなかったのです」と彼女はオンライン日記に書いている。
その後、ウエストウッドは、ケント州の選挙区Thanet Southで極右政党UKIPのリーダーナイジェル・ファラージに対抗する「We are the Reality Party」候補、ナイジェル・アスキューの代理として選挙活動をするように支持を切り替えた。アスキューは選挙で126票を獲得した。

### アクティブ・レジスタンスのマニフェスト
2007年のインタビューでウエストウッドは、彼女が「消費主義という麻薬」と認識しているものに対して発言し、2009年には、気候変動に対して行動するよう一般の人々を動機づけることを目的とした映画『The Age of Stupid』の初演に出席した。
その後、「プロパガンダへの積極的な抵抗」というマニフェストを作成し、人間の苦境と気候変動に関連したアートの追求を扱っていると述べている。彼女はマニフェストの中で、それは「人間の苦境の根源に迫り、根本的な解決策を提示している。私たちは、より教養を深め、より人間らしくなることを選択することができる。あるいは、これまで通り泥沼にはまることで、破壊的で自己破壊的な動物、自らの賢さの犠牲者のままでいることができるのだ。」と主張している。
反消費主義とファッションが矛盾しているという主張に対して、彼女は2007年にこう語っている。「自分の服を擁護するのは気が引ける。でも、もし買うお金があるのなら、私から何か買ってください。ただ、あまり買いすぎないようにね。」彼女は、環境保護を訴えているにもかかわらず、彼女自身は自分の服やビジネスを環境に優しいものにするために何の譲歩もしていないと主張する環境活動家たちからの批判に直面した。
このマニフェストは、ロンドン交通博物館を含む多くの場所でWestwoodによって読まれた後、2009年12月4日にForbidden LondonとDave WestによってBloomsbury Ballroomで上演された。ミシェル・ライアンをはじめ、英国の著名な俳優が出演した。
このマニフェストは、ロンドン交通博物館を含む多くの場所でウエストウッドによって朗読された後、2009年12月4日にブルームズベリー・ボールルームでフォービドゥン・ロンドンとデイヴ・ウェストによって上演された。ミシェル・ライアンをはじめ、英国の著名な俳優が出演した。

### ジュリアン・アサンジ
ウエストウッドはジュリアン・アサンジの長年の支援者であり、彼の釈放を要求してきた。2012年にはロンドン・ファッション・ウィークに出演し、「I am Julian Assange」のTシャツを発表して彼の釈放を促した。ロンドンのエクアドル大使館での政治亡命中や、2019年4月の逮捕後、ベルマーシュ刑務所にいる彼を数回見舞った。2020年7月、ロンドンのオールド・ベイリー裁判所の外で、アサンジの米国への引き渡しの可能性に反対し、黄色のパンツスーツを着て巨大な鳥かごに身を吊るして抗議活動を行った。自らを「炭鉱のカナリア」と表現し「政府による法の腐敗と法制度のゲーム化から、すでに半分毒されている」と述べた。

## ウエストウッドの衣料品のサステナビリティをめぐる疑問
2013年、サステナブル・ラグジュアリー・ファッション誌『Eluxe Magazine』は、ウエストウッドのファッションやアクセサリーの一部が中国製であることを根拠に、グリーン運動をマーケティングツールとして利用していると非難した。これらには、有害な化学物質に由来するPVC、ポリエステル、レーヨン、ビスコースなどが含まれていることが判明した。
『Eluxe Magazine』はさらに、消費者は「より少なく買うべき」というウエストウッドの発言にもかかわらず、彼女の会社は年間9つのコレクションを生産していると指摘した（平均的なデザイナーが2つであるのに比べ）。
ウエストウッドはまた、自分のファッションハウスで無給のインターンを使い、週40時間以上働かせていることでも非難された。インターンの中には、ファッションハウスからどのように扱われてきたかについて不満を漏らす者もいる。
2014年・2015年春夏コレクションの一環として、ウエストウッドは非営利団体「ファームズ・ノット・ファクトリー」とコラボレーションを行った。ミラノ・ファッションウィークで発表されたTシャツとトートバッグは、倫理的に調達されたオーガニックコットンを使用して生産された。

## ブランド

### 主なブランド名

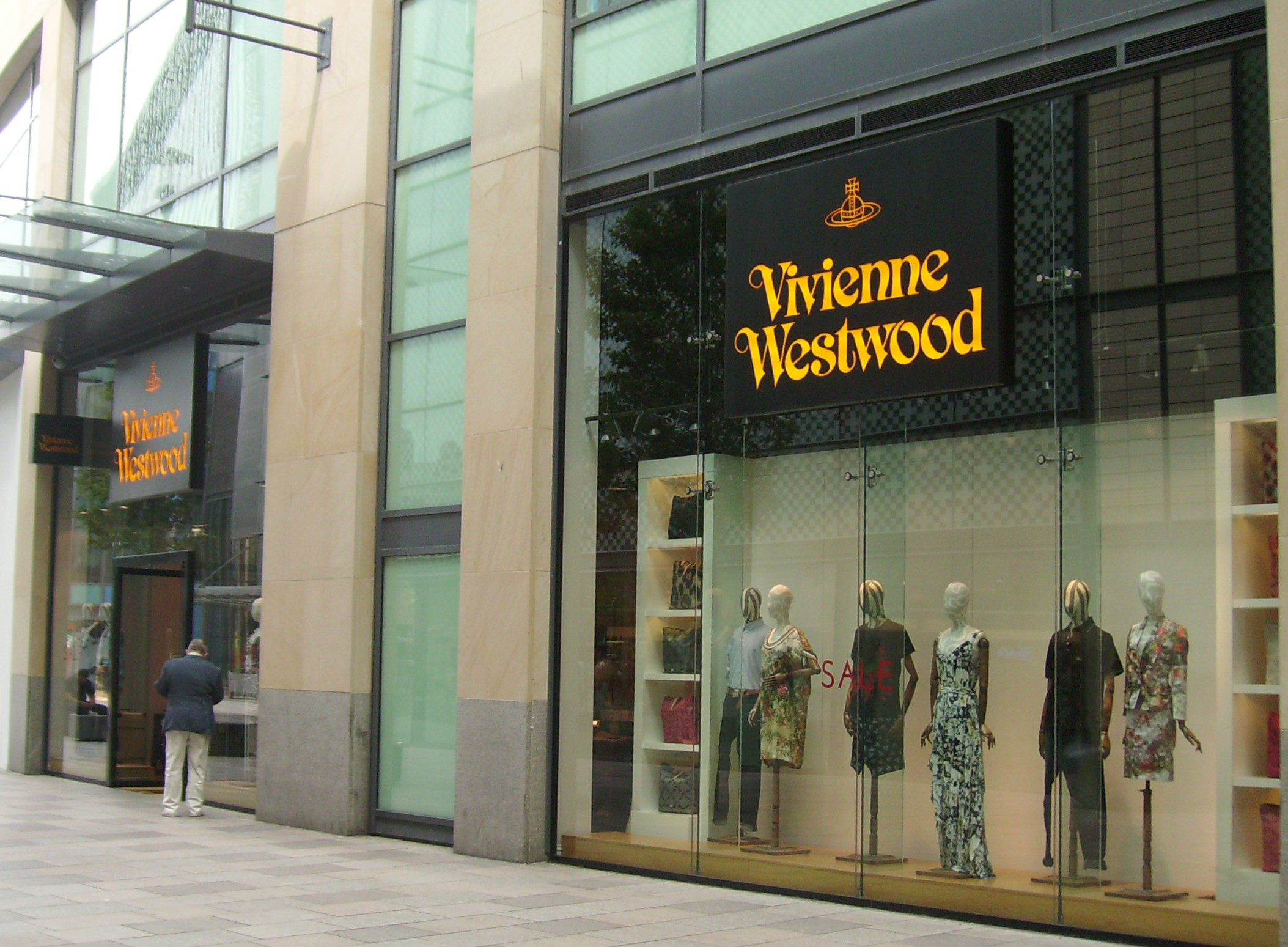
ヴィヴィアン・ウエストウッドのショップ(ウェールズ)

ヴィヴィアン・ウエストウッド ゴールドレーベル (Vivienne Westwood Gold Label)
レディースのファーストライン。パリ・コレクションで発表される。
ヴィヴィアン・ウエストウッド レッドレーベル (Vivienne Westwood Red Label)
レディースのプレタポルテライン。ロンドン・コレクションで発表される。
株式会社インコントロにより日本にてライセンス生産有。
ヴィヴィアン・ウエストウッド マン (Vivienne Westwood Man)
メンズライン。ミラノメンズコレクションで発表される。
株式会社ライカにより日本にてライセンス生産開始。
現在はジョイックスコーポレーションにより日本にてライセンス生産されている。
アングロマニア (Anglomania)
カジュアルライン。過去のデザインからの復刻。

### ショップ
下記の都市と地域にブランドショップを持つ。
イギリス（バーミンガム、グラスゴー、リーズ、リヴァプール、ロンドン、マンチェスター、ニューキャッスル、ノッティンガム、ヨーク）、フランス（パリ）、イタリア（ミラノ）、日本
、韓国（大邱広域市、ソウル）、中国、タイ（バンコク）、 台湾（台北市、高雄市、台中市）、ロシア（モスクワ）